# Martin Treberspurg
Martin Treberspurg (* 23. Jänner 1953 in Wien) ist ein österreichischer Architekt.

## Leben
Martin Treberspurg studierte von 1971 bis 1977 an der Technischen Universität Wien Architektur und Bauingenieurwesen und war von 1982 bis 1996 Assistent am Institut für Hochbau. In seiner Dissertation befasste er sich mit der passiven Nutzung von Sonnenenergie durch eine ökologische Bauweise. Von 1997 bis 1999 leitete er den Fachbereich Hochbau an der FH-Wien, an der er seit 2003 Lektor für Immobilienwesen ist. Von 2004 bis 2019 war er ordentlicher Universitätsprofessor für Ressourcenorientiertes Bauen an der Universität für Bodenkultur Wien. 
Als Architekt war Treberspurg während des Studiums als Mitarbeiter bei Anton Schweighofer und später bei Johann Georg Gsteu tätig. 1985 machte er sich anfangs gemeinsam mit Georg W. Reinberg selbstständig. Seit 1996 ist er geschäftsführender Gesellschafter der Ziviltechniker GmbH Treberspurg & Partner Architekten. Martin Treberspurg ist der Sohn des Bildhauers Adolf Treberer-Treberspurg.

## Werk
Treberspurgs Baustil zeichnet sich durch einen ästhetischen Funktionalismus aus, der stets den Bedürfnissen des Menschen verpflichtet bleibt.
Einige Beispiele für realisierte Projekte sind:
- Österreich-Haus, Nationenhaus für Olympische Winterspiele 2010, Whistler, Kanada (erste Passivhaus Kanadas), 2010
- Alpiner Stützpunkt Schiestlhaus, STM (Energieautarke Berghütte durch Nutzung der Sonnenenergie), 2005
- Passiv-Wohnhausanlage Roschégasse, Wien 11, 2007
- BG/BRG Haizingergasse, Wien 18, 2000

## Preise
- 1999: Sir-Robert-Matthe-Preis, Weltarchitekturpreis der UIA (Union Internationale des Architectes), Peking